# منتخب تركيا لكرة السلة
منتخب تركيا لكرة السلة هو ممثل تركيا الرسمي في المنافسات الدولية في كرة السلة. ينتمي إلى منطقة الاتحاد الأوروبي لكرة السلة. انضم إلى الاتحاد الدولي لكرة السلة في عام 1936.

## معرض صور

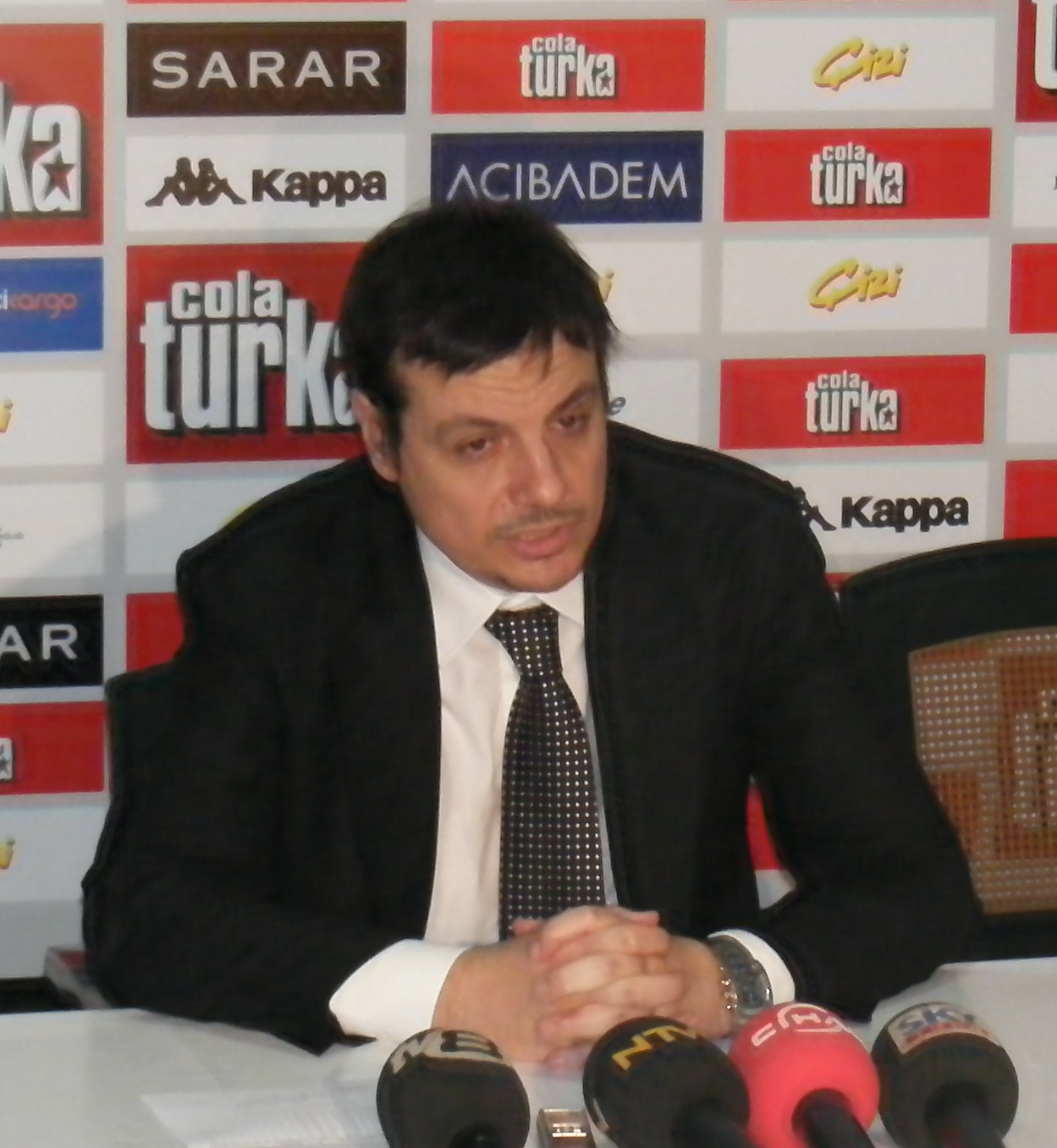
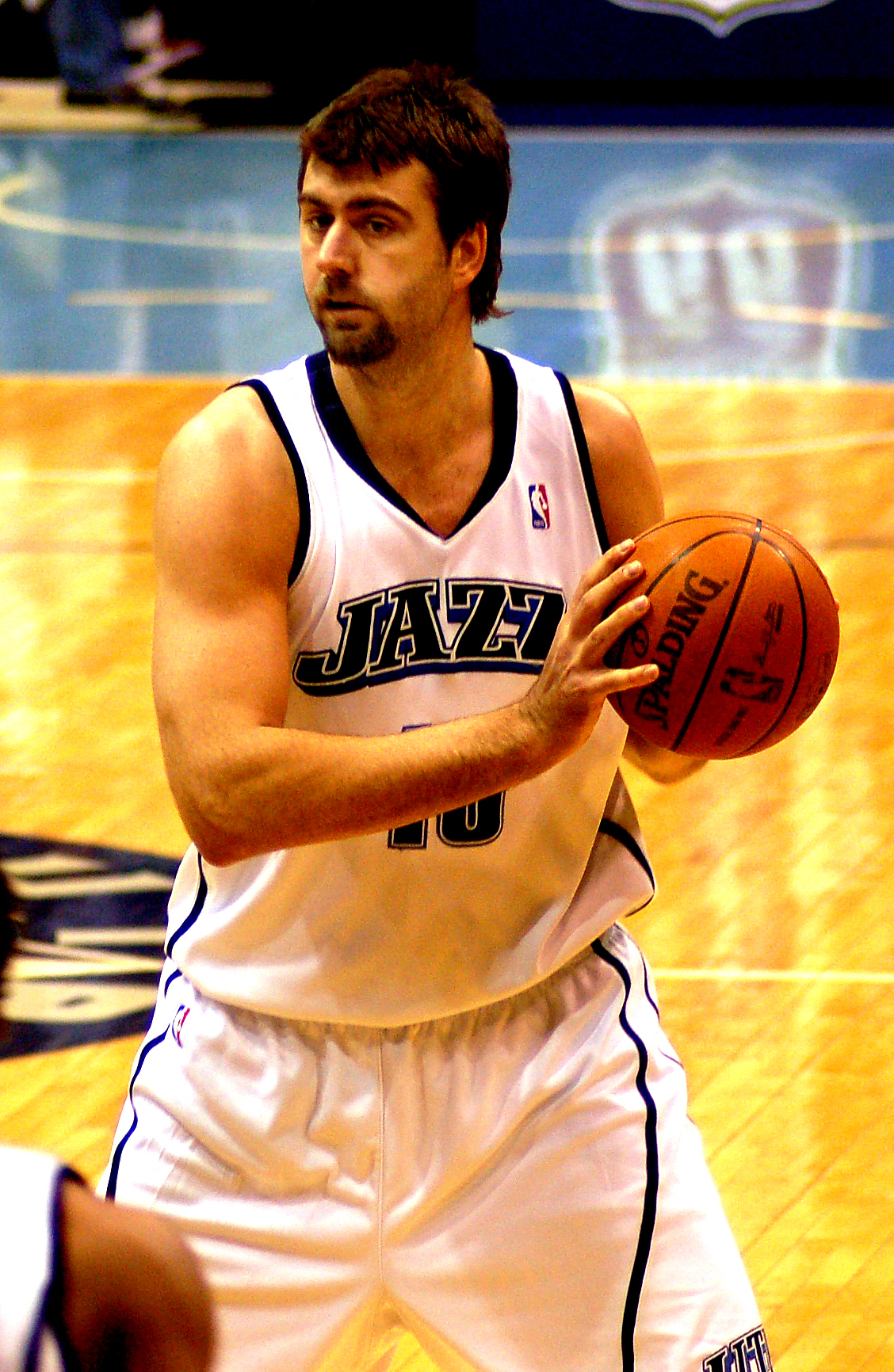
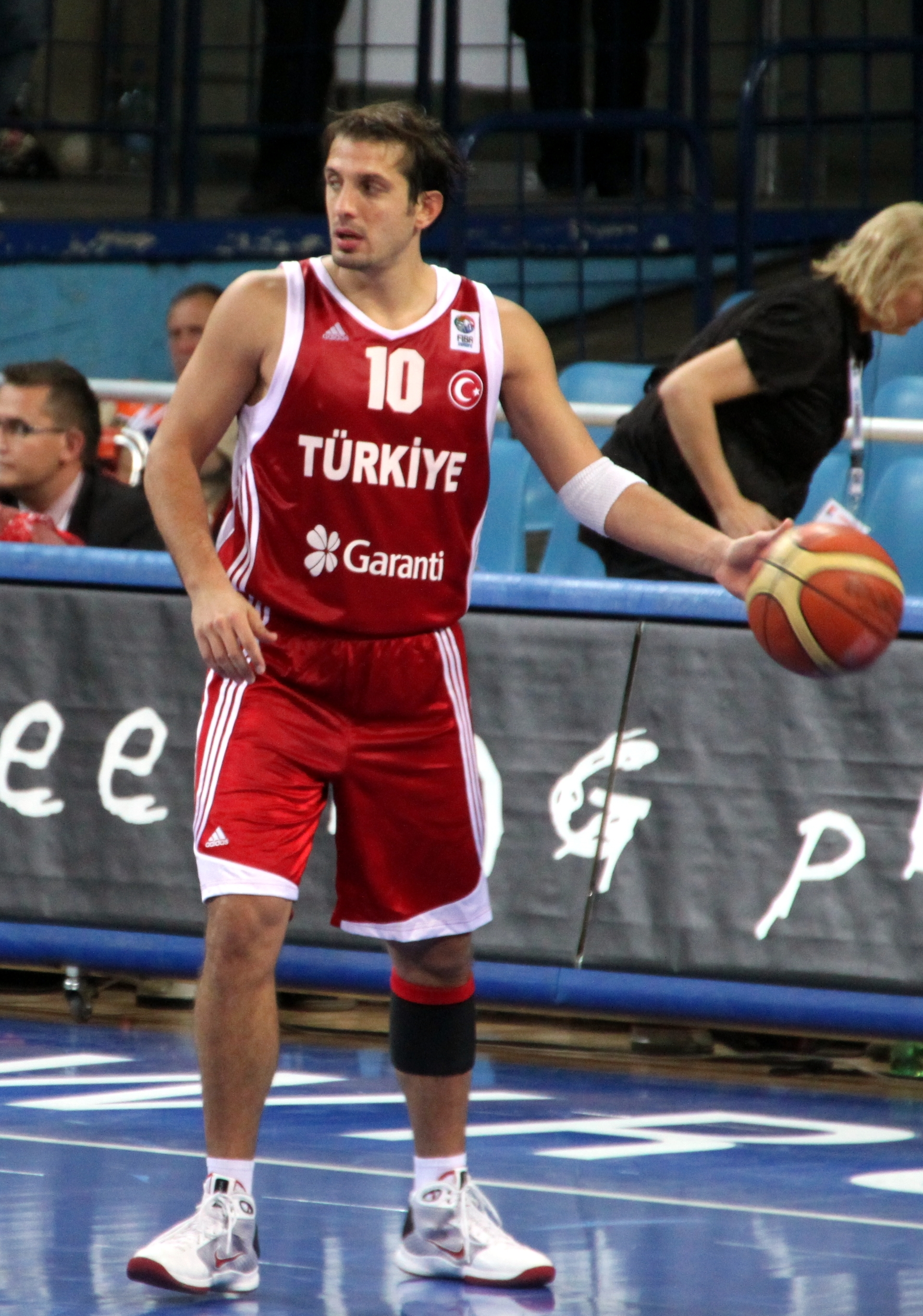
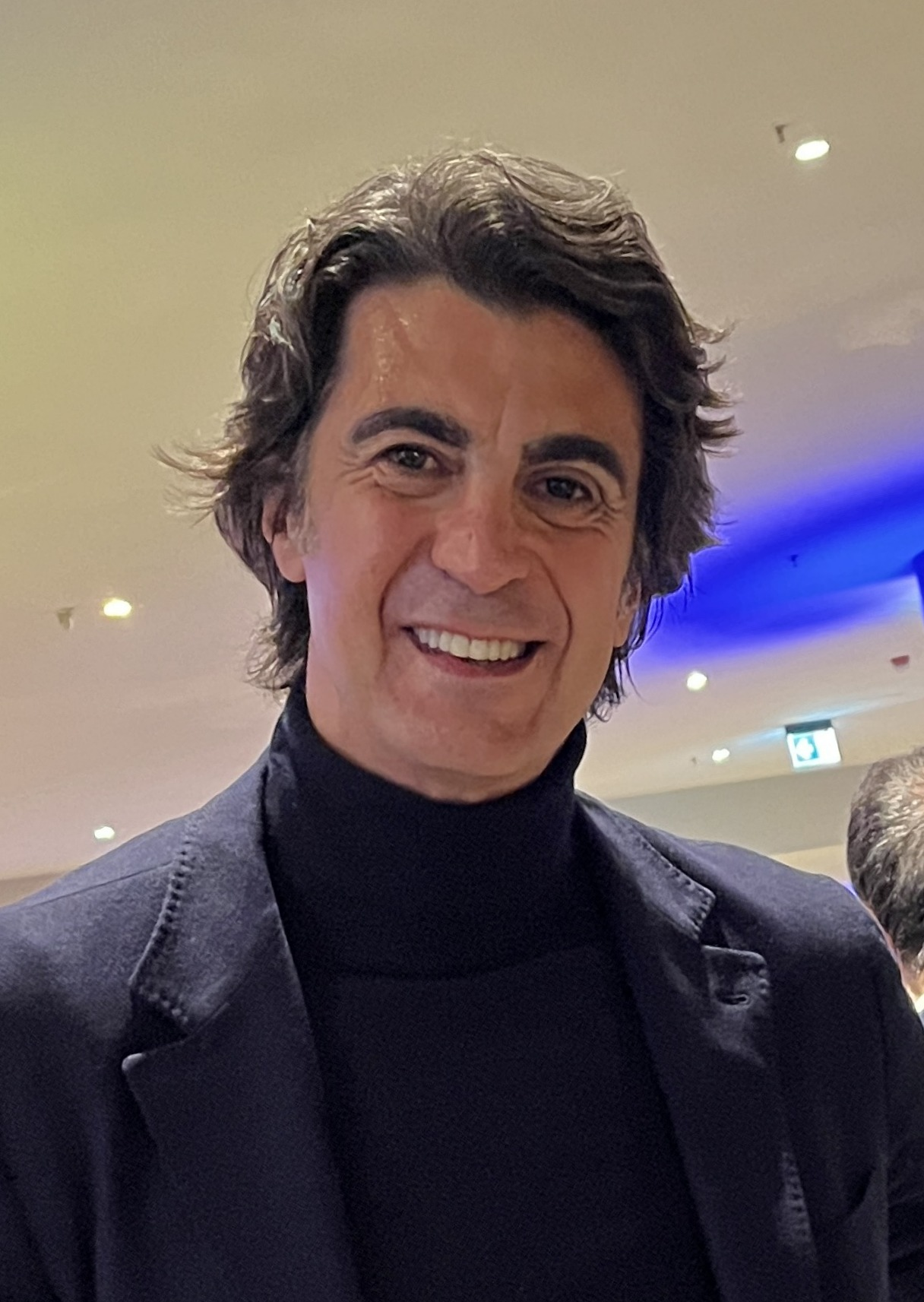
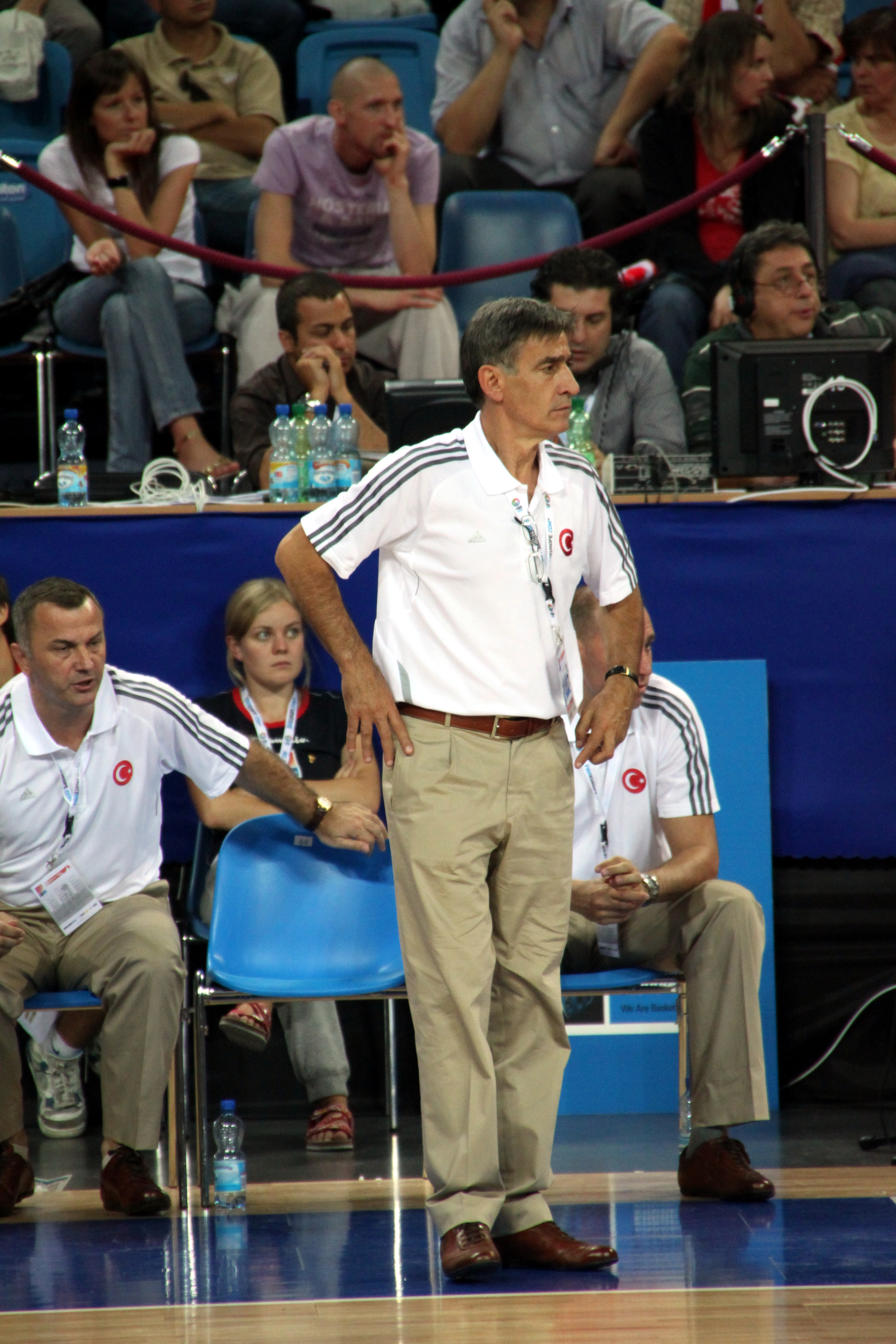
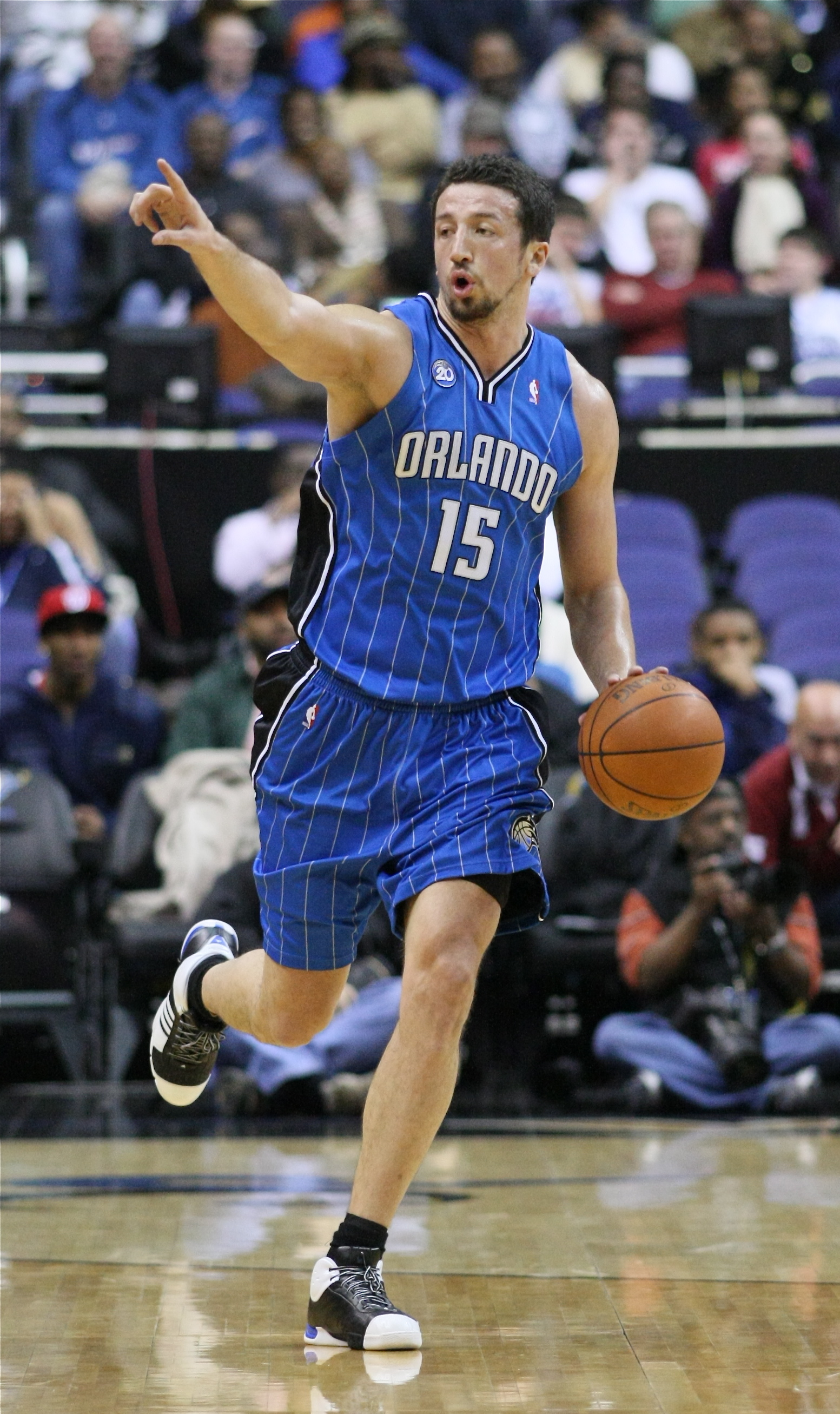

## البطولات التي شارك فيها
- بطولة أمم أوروبا لكرة السلة
- كأس العالم لكرة السلة
- كرة السلة في الألعاب الأولمبية